# Lekanis

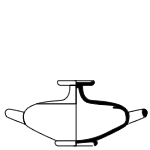
Lekanis

Die Lekanis (altgriechisch λεκανίς lekanís, deutsch ‚Schüsselchen‘, Diminutiv zu Lekane; Plural Lekanides) ist eine Form der antiken griechischen Gefäße. Es handelt sich um eine flache Schüssel, an deren Seiten zwei horizontale Henkel angebracht sind. Hinzu kam ein schwerer Deckel mit einem Knauf zum Abnehmen. Die Verwendung ist nicht ganz gesichert, wahrscheinlich diente die Lekanis zum Aufbewahren von Speisen, möglicherweise auch von Öl oder Ähnlichem. Lekaniden waren ein beliebter Bildträger der griechischen Vasenmalerei. Ein ähnliches Gefäß ist die Lekane.

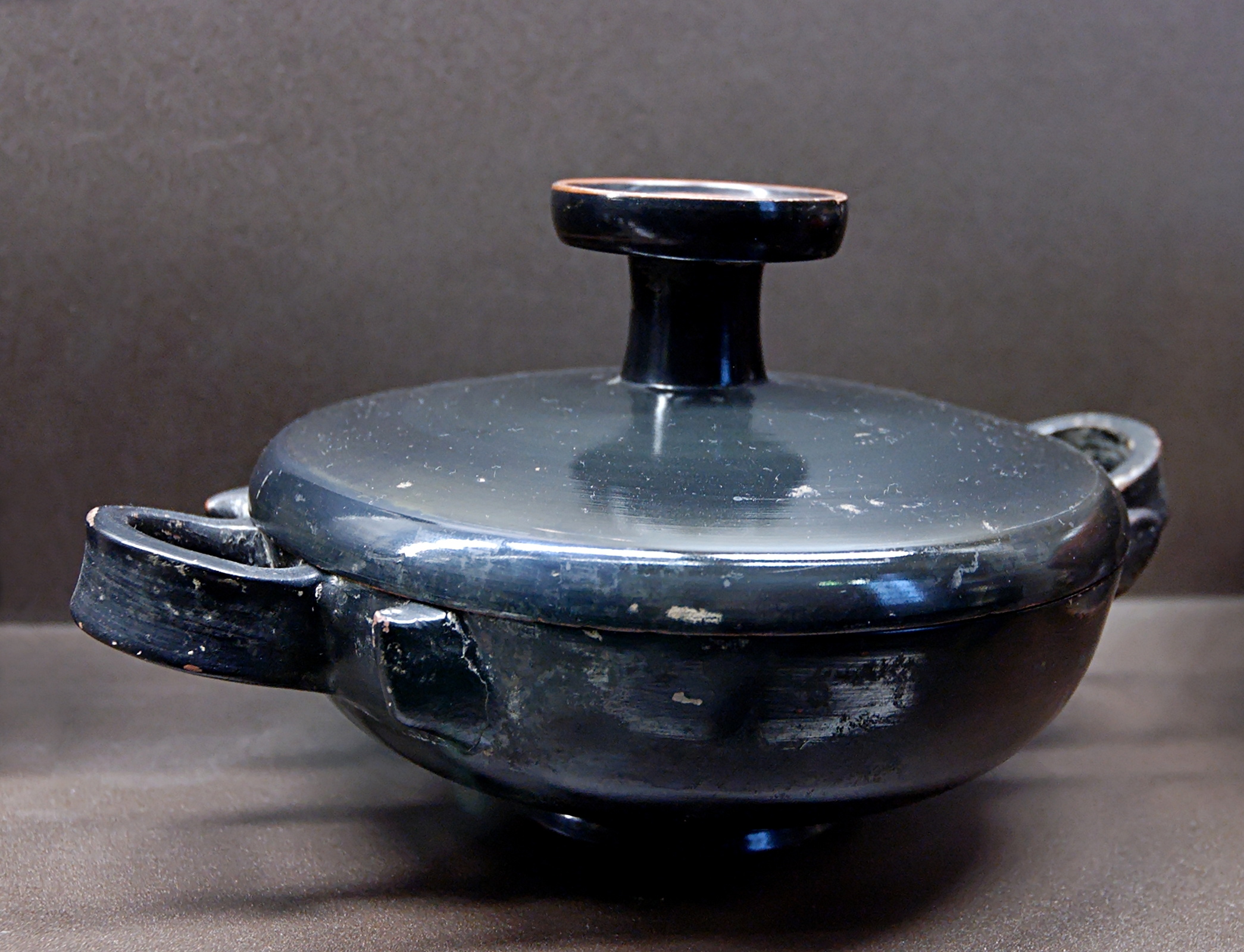
Schwarzgefirnisste attische Lekanis, um 450/40 v. Chr., Paris, Louvre
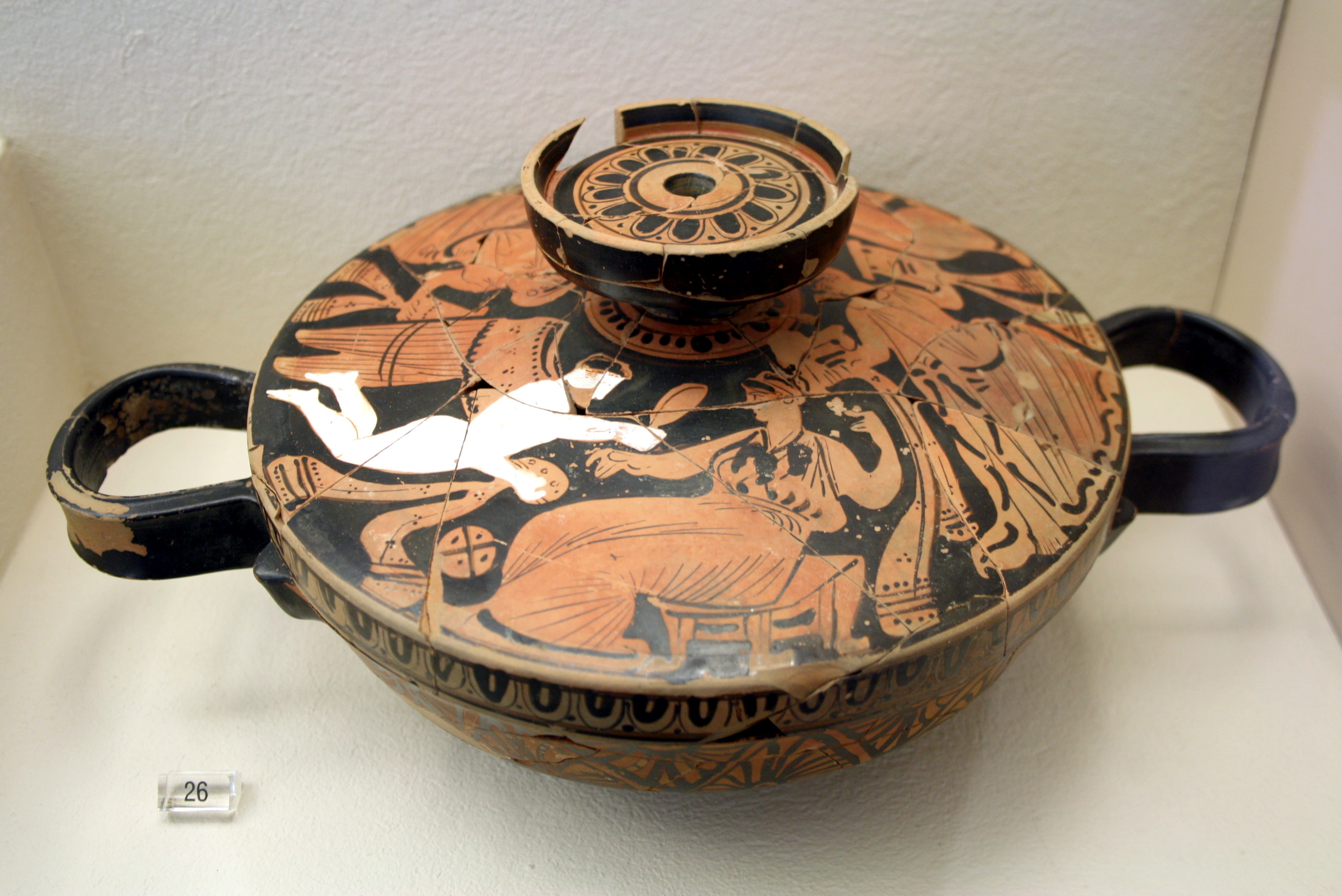
Attisch-rotfigurige Lekanis, 370/60 v. Chr., Athen, Kerameikos-Museum
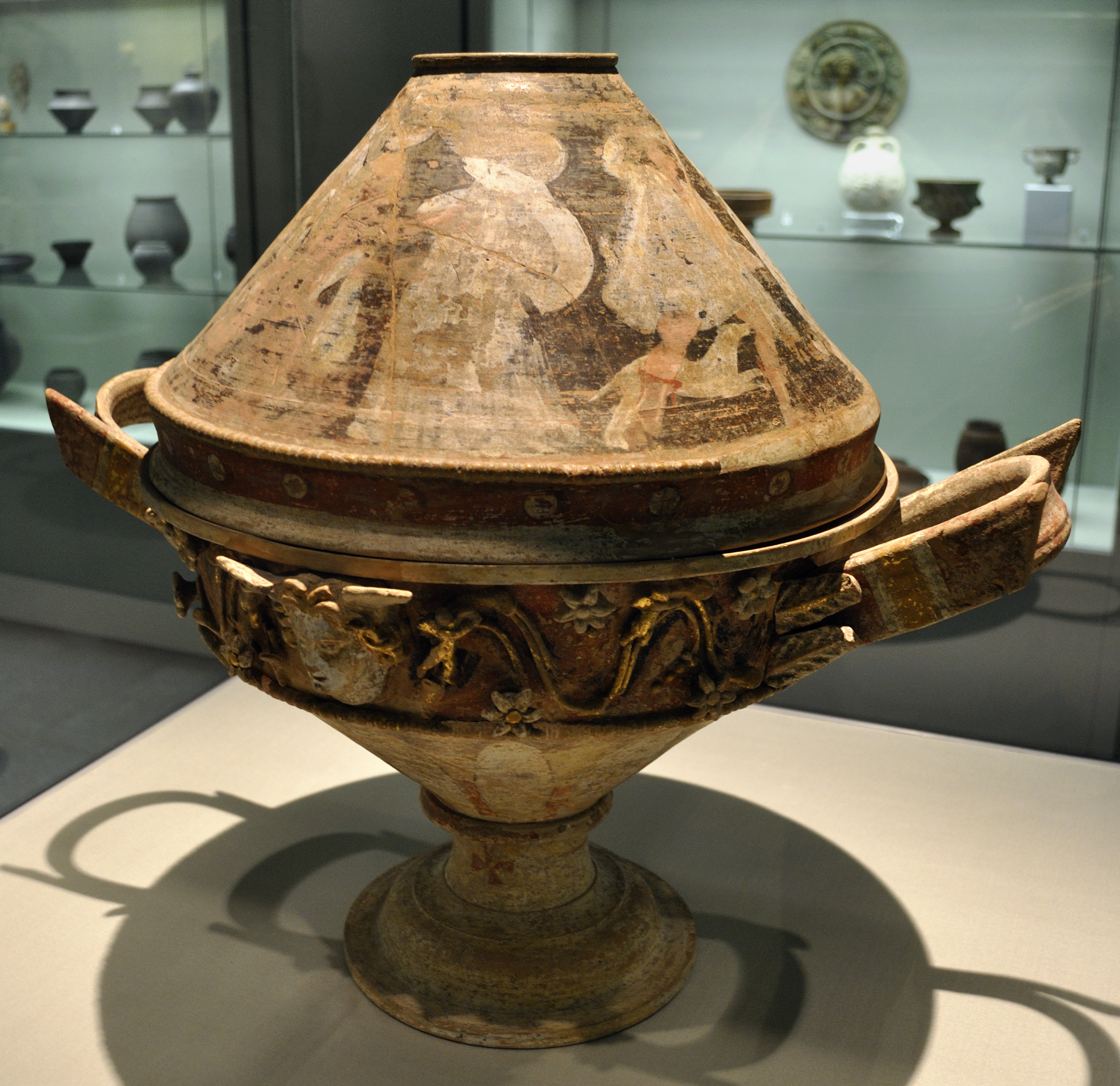
Lekanis in Doppelkegelform der Centuripe-Gattung, 3. Jh. v. Chr., Düsseldorf, Hetjens-Museum